# Liste der Monuments historiques in Billey
Die Liste der Monuments historiques in Billey führt die Monuments historiques in der französischen Gemeinde Billey auf.

## Liste der Objekte
| Bezeichnung                   | Beschreibung | Standort                       | Kennzeichnung | Schutzstatus | Datum | Bild |
| ----------------------------- | ------------ | ------------------------------ | ------------- | ------------ | ----- | ---- |
| Skulptur Unterweisung Mariens | Holz, 1724   | in der Kirche St-Martin (Lage) | PM21005434    | Classé       | 1962  |      |